# Aladfar
Aladfar (eta Lyrae) is een ster in het sterrenbeeld Lier (Lyra).